# Gal Leibovitz
Gal Leibovitz (Hebreeuws: גל לייבוביץ; Tel Aviv, 10 augustus 1986) is een Israëlisch voetbalscheidsrechter. Hij is in dienst van FIFA en UEFA sinds 2019. Ook leidt hij sinds 2020 wedstrijden in de Ligat Ha'Al.
Op 21 september 2020 leidde Leibovitz zijn eerste wedstrijd in de Israëlische nationale competitie. Tijdens het duel tussen MS Asjdod en Maccabi Petach Tikwa (1–0) trok de leidsman vijfmaal de gele kaart. In Europees verband debuteerde hij op 9 juli 2019 tijdens een wedstrijd tussen Gzira United en Hajduk Split in de eerste voorronde van de UEFA Europa League; het eindigde in 0–2 en Leibovitz trok tweemaal een gele kaart. Zijn eerste interland floot hij op 20 juni 2023, toen Bosnië en Herzegovina met 0–2 verloor van Luxemburg door doelpunten van Yvandro Borges Sanches en Danel Sinani. Tijdens deze wedstrijd toonde Leibovitz aan vier spelers een gele kaart.

## Interlands
| Datum        | Plaats                        | Wedstrijd                         | Uitslag | Competitie           | Kreeg geel | Kreeg voor de tweede keer geel en dus rood | Weggestuurd |
| ------------ | ----------------------------- | --------------------------------- | ------- | -------------------- | ---------- | ------------------------------------------ | ----------- |
| 20 juni 2023 | Zenica, Bosnië en Herzegovina | Bosnië en Herzegovina – Luxemburg | 0 – 2   | EK 2024 kwalificatie | 4          | 0                                          | 0           |

Laatst bijgewerkt op 22 juni 2023.